# Olof Svebilius
Olof Svebilius, Olaus Swebilius, född den 1 januari 1624 i Ljungby socken, Södra Möre, död den 29 juni 1700 i Uppsala, var en svensk överhovpredikant, och ärkebiskop 1681–1700.

## Biografi
Olof Svebilius – eller Olaus Swebilius, som hans namn oftast skrivs – var son till kronobefallningsman i Ljungby, Göran Eriksson från Svensby i Sillerud och Ingeborg Larsdotter. Fadern antog namnet Swebilius efter farfaderns gård Sveby. 1637 förlänades fadern Råby 1.
Olof Svebilius blev student vid Uppsala universitet 1638, studerade vid Königsbergs universitet 1640–1641, blev filosofie magister i Uppsala 1649, besökte som informator för Johan Gyllenstierna, på vilken han utövade ett mäktigt inflytande, Tyskland, Italien, Nederländerna, England och Frankrike 1651–1656, varvid han under ett längre uppehåll i Strasbourg och även i Paris studerade lagfarenhet. Utnämnd till konrektor i Kalmar redan 1652, blev han rektor och lektor i filosofi där 1656, prästvigd 1658, blev lektor i teologi och slottspastor samma år och tillika kyrkoherde i Ljungby i Kalmar stift 1663. Förflyttning till en teologie professur i Lund avböjde han 1666. 
Ordinarie hovpredikant 1668, fick han sig anförtrodd Karl XI:s undervisning i teologi och beredde honom 1670 till den första nattvardsgången. Av konungen omfattades han med synnerligt förtroende och det gick nu snabbt med befordran. År 1671 blev han överhovpredikant och konungens biktfader, pastor primarius vid Storkyrkan och kyrkoherde i Solna socken. År 1675 blev han teologie doktor, 1678 biskop i Linköping och 1681 ärkebiskop.
Svebilius gifte sig 1658 med Elisabeth Gyllenadler (1639–1680). Hon var dotter till biskop Samuel Enander och Margareta Jönsdotter, som var dotter till biskop Jonas Petri Gothus och dotterdotter till Olaus Luth. Svebilius sju barn adlades 1684 med namnet Adlerberg. En av döttrarna var gift med biskop Carolus Carlsson i Västerås, en annan med biskop Jonas Petri Linnerius i Lund, en tredje med professor Johannes Olderman, och en fjärde med superintendenten Jonas Laurentii Arnell och sedan Aulæwill.

## Karaktär och ämbetsgärning
Olof Svebilius hör till den ståtliga raden av dugande kyrkomän under Karl XI:s regering, genom vilka en strängt enhetlig ordning i ortodox anda genomfördes på det kyrkliga området.
Tack vare sitt personliga förhållande till kungen och sin ämbetsställning kom han att delta i alla viktigare kyrkliga frågornas behandling. I inflytande och andlig betydenhet kan han väl knappast mäta sig med sina samtida Haquin Spegel, Jesper Svedberg, Erik Benzelius den äldre och Johannes Gezelius den yngre. Av synnerligen stor betydelse var det dock att ärkebiskopsstolen denna tid innehades av en man sådan som Svebilius, lärd, rådvis och praktisk, mild och vördnadsvärd, hovsam och avog mot alla ytterligheter.
I det slutliga utarbetandet av 1686 års kyrkolag deltog visserligen Svebilius jämte andra teologer, men sin slutliga utformning erhöll densamma av den suveräna konungamaktens handgångne män, främst Erik Lindschöld. För de kungliga maktspråken, som inskränkte den kyrkliga självständigheten, böjde han sig, om och med inre motvilja.
För katekesfrågans lösning fick emellertid Svebilius så mycket större betydelse. De prästerliga ledamöterna av kyrkolagskommissionen hade fått i uppdrag att utarbeta en förklaring till Luthers lilla katekes, som skulle avlösa mångfalden av dittills brukade förklaringar. I tämligen osjälvständig anslutning till en del tyska och svenska kateketiska arbeten utarbetades ett förslag som kom att kallas Spegelska katekesen, eftersom Haquin Spegel utfört det mesta arbetet. Näst Spegel var dock Svebilius ansvarig för detsamma.
Förslaget blev utsatt för skarp kritik för bristande fullständighet och även för bristande renlärighet. I prästeståndet vid riksdagen 1686 kom det till en skarp sammanstötning mellan Svebilius och den bekante ortodoxistiske grälmakaren professor Henricus Schütz. Mer hovsam i sin opposition var Henrik Benzelius.
Onekligen var förslaget ett hastverk, och katekesarbetet måste tas upp på nytt. Inom den nya kommittén, som dessutom hade psalmbokens utarbetande och handbokens reviderande på sin lott, kunde enighet i katekesfrågan inte uppnås, varför Svebilius fick uppdraget att på endast två månader ensam utarbeta ett nytt förslag.
Inom den utsatta tiden blev han verkligen färdig med en på grundval av domkapitlens anmärkningar gjord omarbetning av Spegelska katekesen, som av prästeståndet gillades vid riksdagen 1689 och av konungen påbjöds som norm för kyrkans undervisning.
Svebilius katekes, Enfaldig förklaring öfver dr Martin Luthers lilla cateches, stäld genom frågor och svar, är i sitt slag ett mästerverk genom sin korta och klara, kondenserade och tillspetsade form. Den användes ända till 1810, då en av J. A. Lindblom verkställd omarbetning av densamma togs i bruk.
Vid handboksrevisionen, slutförd 1693, intog Svebilius en konservativ ståndpunkt och sökte hålla på svensk tradition särskilt emot Henrik Benzelius, som, utan alltför stor framgång, eftersträvade konformitet med ortodoxistiska tyska trosförvanter. I striden om 1695 års psalmbok intog Svebilius en medlande ståndpunkt.
I den 1691 tillsatta kommittén för revision av kyrkobibeln skulle Svebilius ha varit ordförande men han undanbad sig uppdraget "för sin ålderdom och svaga syn skuld". Dock skulle kommitterade kommunicera med ärkebiskopen. Sedan tankarna på en grundligare revision uppgetts, ville Svebilius synbarligen helst stanna vid en ny utgåva av 1618 års bibel, och Benzelius, kommitténs ordförande, hade stor möda att, så länge Svebilius levde, få fram även "ofarliga" ändringsförslag.
I det politiska livet deltog Svebilius som medlem av prästeståndet 1668–1697, från 1682 som ståndets självskrivne talman.
I egenskap av ärkebiskop begravde han Ulrika Eleonoras och Karl XI:s barn, de tre prinsarna Fredrik, Gustaf och Ulrik år 1685, Adolf Johan av Pfalz-Zweibrücken och Elsa Elisabeth Nilsdotter Brahe 1690, drottning Ulrika Eleonora år 1693 och kung Karl XI 1697. Han krönte Karl XII. År 1698 vigde han Hedvig Sofia av Sverige och Fredrik IV av Holstein-Gottorp.